# Roger Sessions
Roger Huntington Sessions (ur. 28 grudnia 1896 w Nowym Jorku, zm. 16 marca 1985 w Princeton) – amerykański kompozytor i pedagog.

## Życiorys
Urodził się na Brooklynie w Nowym Jorku. Studiował na Uniwersytecie Harvarda i Yale School of Music, później pobierał lekcje kompozycji u Ernesta Blocha. Między 1928 a 1931 we współpracy z Aaronem Coplandem, zaprezentował ważną serię koncertów muzyki współczesnej – Copland-Sessions Concerts w Nowym Jorku. Spędził kilka lat w Europie i w 1933 wrócił do USA.
W latach 1935–1945 nauczał kompozycji na Uniwersytecie w Princeton, a 1945–1952 na Uniwersytecie Kalifornijskim w Berkeley, 1952–1965 był profesorem Uniwersytetu Princeton.
Dwukrotnie otrzymał Nagrodę Pulitzera.

## Twórczość
Jego pierwszym ważniejszym dziełem była muzyka do sztuki Leonida Andriejewa The Black Maskers. Napisał osiem symfonii (1927, 1946, 1957, 1958, 1964, 1966, 1967 i 1968), z wykorzystaniem techniki polifonicznej i asymetrycznych rytmów. Skomponował też dwa kwartety smyczkowe (1936 i 1951), kwintet smyczkowy (1958), trzy sonaty fortepianowe (1930, 1946 i 1965), dwie jednoaktowe opery - The Trial of Lucullus (1947) i Idyll of Theocritus (1954) na sopran i orkiestrę, operę Montezuma (1947) oraz prelekcje chorałowe na organy (1925). Za jedno ze swoich najwcześniejszych dojrzałych dzieł Sessions uważał koncert skrzypcowy z 1935. Inne jego dzieła to Concertino for Chamber Orchestra (1972) i Three Biblical Choruses (1971) zawierające tekst z Księgi Psalmów i Księgi Izajasza, kantata When Lilacs Last in the Door-yard Bloom’d (1970) i Rhapsody (1970) na orkiestrę, a także utwory kameralne i chóralne. Jest również autorem prac teoretycznych i krytycznych The Intent of the Artist (1941), The Musical Experience of Composer, Performer, Listener (1950), Harmonic Practice (1951), Questions About Music (1970) i Roger Sessions on Music (1979).